# Uroš Polanc
Uroš Polanc, slovenski pozavnist, * 1968.
Pozavno je začel igrati pri osmih letih pod vodstvom svojega očeta, ki je tudi glasbenik. Srednjo glasbeno šolo je končal pri prof. Dragiši Miškoviću, 1. letnik Akademije za glasbo v Ljubljani pa pri prof. Borisu Šinigoju. Študij je nadaljeval pri prof. Branimirju Slokarju v Freiburgu, kjer je tudi magistriral.
Je dobitnik številnih nagrad in priznanj, na svoji poklicni poti pa je sodeloval z vrsto uglednih glasbenikov in ansamblov, med drugimi s solisti Ireno Grafenauer, Branimirjem Slokarjem, Edgarjem Manyakom in Phillipa Jonesa, z dirigenti Carlom Davisom, Valerijem Georgievom in Georgesom Pretrom ter ansambli, kot so Berlinski radijski orkester,Dunajski Simfoniki,Portugalski nacionalni orkester 
,Norddeutsche Philharmonie,Zürcher kammerata, Orkester Elizejskih poljan,Kvartet pozavn Branimirja Slokarja, Posaunen Quintet iz Berlina , Ensemble Aventure,Musik der Jahrhunderte Stuttgart itd.
Je solo pozavnist v Simfoničnem orkestru RTV Slovenija.